# ميك نيفيل
ميك نيفيل (بالإنجليزية: Mick Neville)‏ (25 نوفمبر 1960 بدبلن في جمهورية أيرلندا - ) هو لاعب كرة قدم أيرلندي في مركز الدفاع. لعب مع درودا يونايتد وديري سيتي ونادي شامروك روفرز ونادي شيلبورن وهوم فارم ‏ ودوري أيرلندا الحادي عشر ‏.

## وصلات خارجية
- ميك نيفيل على موقع قاعدة بيانات كرة القدم.إي يو (الإنجليزية)